# Joachim Brehmer
Joachim Brehmer (* 25. Mai 1944 in Chemnitz) ist ein deutscher Hörspielautor.

## Leben
Brehmer absolvierte eine Konditorlehre und hatte dann verschiedene Funktionen im Kulturbereich der DDR inne. Unter anderem war er Mitglied des Rates der Kreises Karl-Marx-Stadt und Leiter der Abteilung Kultur sowie literarischer Mitarbeiter und Dramaturg am Städtischen Theater von Karl-Marx-Stadt. Ab 1977 war er freischaffender Autor. Neben mehr als 60 Hörspielen schrieb er auch zwei Theaterstücke (Das Mädchen Sabine und Der Mensch ist kein Schmetterling, beide 1974) und die Drehbücher zu dem Fernsehfilm Haus am Meer (1979) und der DEFA-Produktion Meine Frau Inge und meine Frau Schmidt (1985, nach einem eigenen Hörspiel, Regie: Roland Oehme).

## Hörspiele (Auswahl)
Autor:
- 1976: Feinwäsche – Regie: Werner Grunow (Original-Hörspiel – Rundfunk der DDR)
- 1976: Das häßliche junge Mädchen – Regie: Christa Kowalski (Originalhörspiel, Kinderhörspiel – Rundfunk der DDR)
- 1976: Meine Frau Inge und meine Frau Schmidt – Regie: Achim Scholz, Joachim Staritz (Originalhörspiel – Rundfunk der DDR)
- 1977: Blau ist die Nacht – Regie: Fritz-Ernst Fechner (Originalhörspiel – Rundfunk der DDR)
- 1978: Renis beste Freundin – Regie: Christa Kowalski (Originalhörspiel, Kinderhörspiel – Rundfunk der DDR)
- 1979: Gib auf, Robert – Regie: Horst Liepach (Originalhörspiel, Kinderhörspiel – Rundfunk der DDR)
- 1981: Der Doppelgänger – Regie: Achim Scholz (Originalhörspiel – Rundfunk der DDR)
- 1981: Lebenszeichen – Regie: Achim Scholz (Originalhörspiel – Rundfunk der DDR)
- 1983: Stubenarrest – Regie: Christa Kowalski (Originalhörspiel, Kinderhörspiel – Rundfunk der DDR)
- 1984: Freuen auf Montag – Regie: Christa Kowalski (Originalhörspiel, Kinderhörspiel – Rundfunk der DDR)
- 1984: Waldstraße Nummer 7 (3 Folgen) – Regie: Edith Schorn (Originalhörspiele, Kurzhörspiele – Rundfunk der DDR)
- 1985: Waldstraße Nummer 7 (4 Folgen) – Regie: Edith Schorn (Originalhörspiele, Kurzhörspiele – Rundfunk der DDR)
- 1986: Waldstraße Nummer 7 (11 Folgen) – Regie: Edith Schorn (8), Rita Hladik (1), Detlef Kurzweg (1), Achim Scholz (1) (Originalhörspiele, Kurzhörspiele – Rundfunk der DDR)
- 1987: Waldstraße Nummer 7 (18 Folgen) – Regie: Edith Schorn (14), Detlef Kurzweg (2), Rüdiger Zeige (1), Manfred Rafeldt (1) (Originalhörspiele, Kurzhörspiele – Rundfunk der DDR)
- 1987: Der Tag, die Nacht – Regie: Norbert Speer (Originalhörspiel, Kinderhörspiel – Rundfunk der DDR)
- 1987: Wer bin ich und was bist du? – Regie: Walter Niklaus (Originalhörspiel – Rundfunk der DDR)
- 1988: Waldstraße Nummer 7 (3 Folgen) – Regie: Edith Schorn (2), Detlef Kurzweg (1) (Originalhörspiele, Kurzhörspiele – Rundfunk der DDR)
- 1989: Waldstraße Nummer 7 (4 Folgen) – Regie: Edith Schorn (2), Bert Bredemeyer (2) (Originalhörspiele, Kurzhörspiele – Rundfunk der DDR)
- 1989/90: Anna Simons Gäste (3 Folgen) – Regie: Edith Schorn (Originalhörspiele, Kurzhörspiele – Rundfunk der DDR)
- 1990/91: Meine Schwester - Deine Frau (20 Folgen)  – Regie: Klaus Zippel (Originalhörspiele, Kurzhörspiele – Sachsen Radio)

Bearbeiter (Wort):
- 1981: Richard von Volkmann: Pechvogel und Glückskind – Regie: Christa Kowalski (Hörspielbearbeitung, Kinderhörspiel – Rundfunk der DDR)